# Zgornje Duplje
Zgornje Duplje (IPA: [ˈzɡoːɾnjɛ duˈpljɛ]) è un insediamento (naselje) di 489 abitanti, della municipalità di Naklo nella regione statistica dell'Alta Carniola in Slovenia.